# Via della Chiesa
Via della Chiesa è una strada urbana di Firenze nel quartiere Oltrarno, da piazza Tasso a borgo Tegolaio.

## Storia e descrizione
La strada prende il nome dalla scomparsa chiesa di San Salvatore nell'ex-convento della Nunziatina, che dava il nome al tratto di strada da piazza Tasso a via dei Serragli. I due tratti successivi si chiamavano rispettivamente via Sitorno (fino a via delle Caldaie) e via Sitornino (fino a Borgo Tegolaio) e vennero riunificati sotto la denominazione comune all'inizio del XIX secolo, più o meno quando chiesa e convento vennero soppressi dai francesi. 
La chiesa risaliva al 1517 ed era dotata di ospizio, che nel 1778 il Granduca Pietro Leopoldo trasformò in scuola per fanciulle povere, che oggi ospita una scuola comunale. Al numero 89 è rimasta una targa degli Otto di Guardia e di Balia che proibisce i giochi di "palla, ruzzola, pallottola, pallone, pillottola" in prossimità del convento, per non disturbare la quiete delle monache. 
All'angolo con via dei Serragli si trova un tabernacolo in pietra serena, contenente un affresco di Cosimo Ulivelli, con la Madonna col Bambino, san Filippo Neri e santa Maria Maddalena de' Pazzi (secondo altre fonti il santo sarebbe sant'Andrea Corsini). 
Al numero 41 si incontra palazzo Accolti, di origine quattrocentesca ma con la facciata seicentesca. Al 51 una targa, apposta dall'Accademia delle arti del disegno nel 1939 ricorda la casa natale del pittore Armando Spadini. Sul lato nord si incontra poi l'accesso principale dell'Albergo Popolare, struttura di accoglienza per bisognosi.
Più avanti, al numero 52, si trova un bassorilievo della Madonna col Bambino, opera di Francesco di Simone Vespucci, con un'iscrizione latina tra gli stemmi Sabatini e Dazzi: fu regalato dal canonico di Santa Maria del Fiore Marco Dazzi all'amico Gaetano Sabatini, che lo fece murare all'esterno della propria casa nel 1743. Poco più avanti, al numero 73, si incontra la casa del tipografo Domenico Maria Manni, amico dei dotti del tempo e stampatore di numerose edizioni di antiche opere italiane, spesso corredate delle sue annotazioni. Una targa datata 1823 lo ricorda, nello stesso anno in cui gli venne anche intitolata una strada in zona Campo di Marte. Al 93 una memoria lapidea ricorda la casa dove morì Walter Savage Landor, prosatore inglese.

## Altre immagini

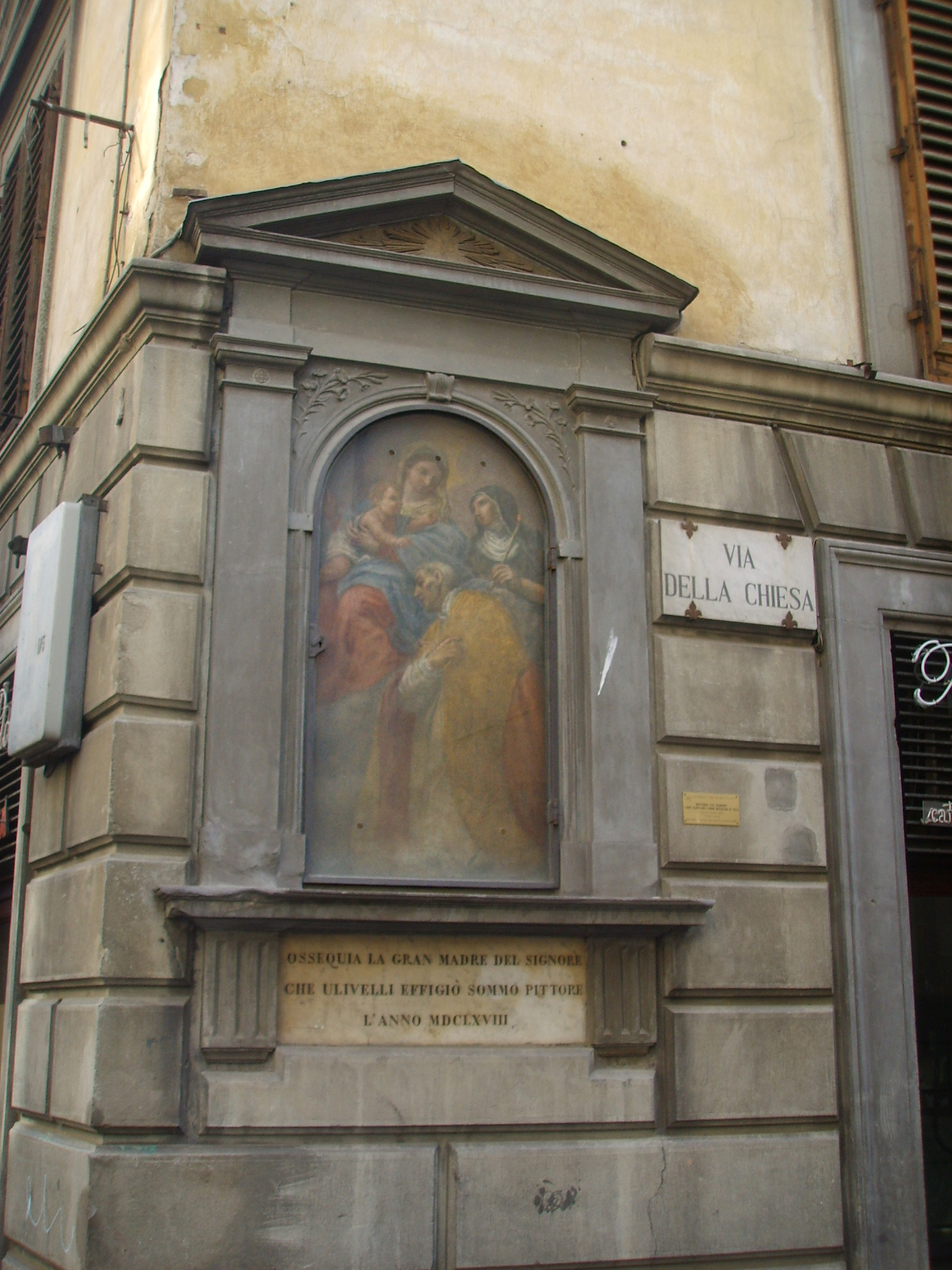
Il tabernacolo di Cosimo Ulivelli
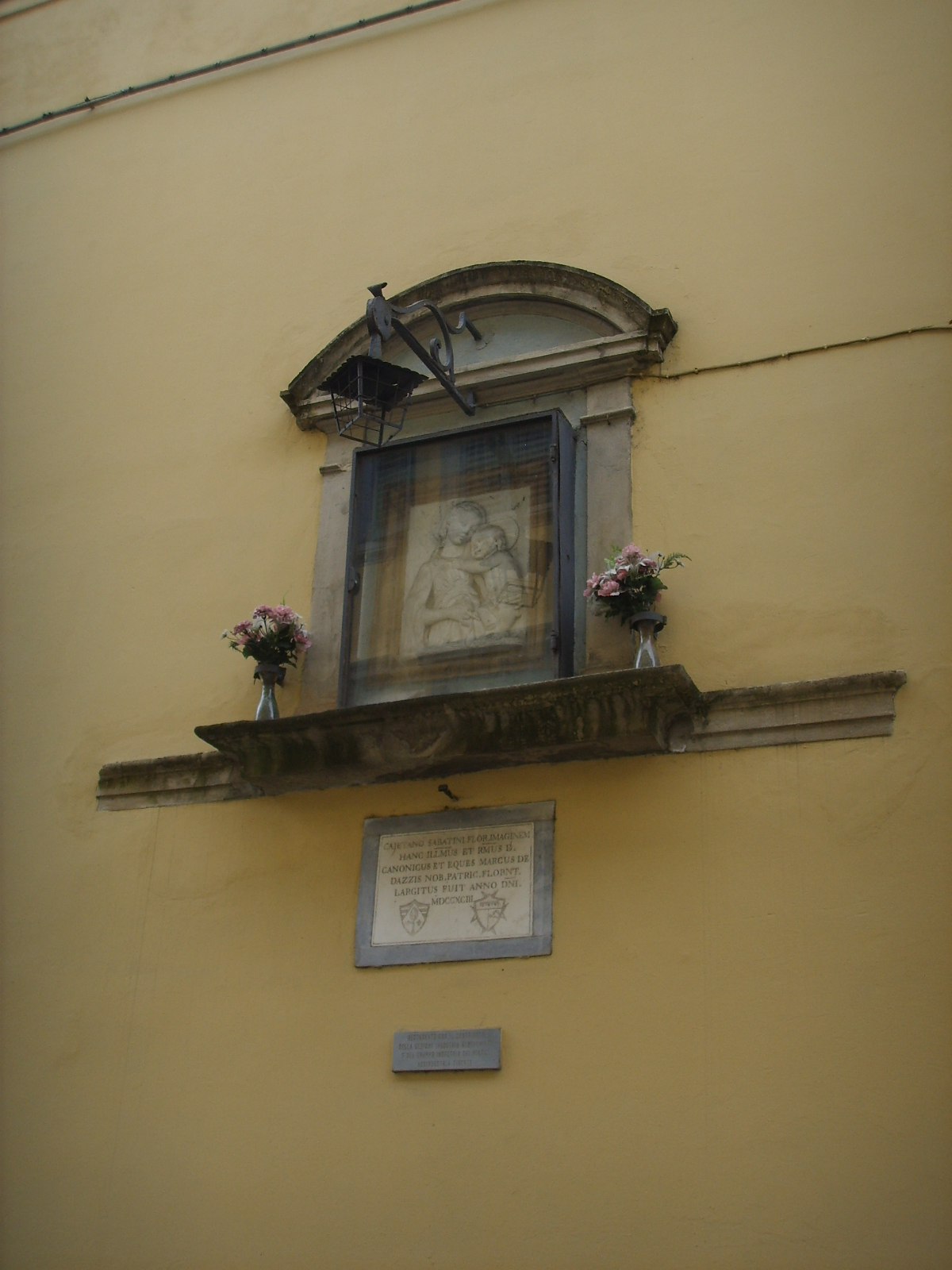
Il tabernacolo Dazzi-Sabatini